# Cabana Rainha Margarida
A Cabana Rainha Margarida (em italiano:  Capanna Regina Margherita), que pertencete ao clube alpino italiano, é um refúgio de montanha no Pico Gnifetti, um dos picos do Monte Rosa, e o mais altos refúgio dos Alpes.

## História
A Cabana Rainha Margarida foi inaugurada a 18 de Agosto de 1893 aquando da visita da da rainha Margarida de Saboia, rainha de Itália que aí passou uma noite e lhe deixou o nome.
Refúgio-laboratório, teve um papel importante no estudo da medicina de altitude por Angelo Mosso. Aí se encontra também a biblioteca Italo Grassi.